# セリモドキ属
セリモドキ属（セリモドキぞく、学名：Dystaenia、和名漢字表記：芹擬属）はセリ科の属の一つ。

## 特徴
多年草で、太い根をもつ。葉は2-3回羽状複葉で、小葉は卵形となり、粗い切れ込みがあって、質は薄い。葉柄があり、柄の下部は鞘状になって広がる。花は両性で白色、萼歯片は極めて明らか。複散形花序になり、花序の下の総苞片も小花序の下の小総苞片もある。果実は楕円形で平ら、分果の背隆条は細くて高く互いに離れ、側隆条は背隆条より広い。油管は種子の全周をかこみ、ときに2周になることもあり、数が多く不規則である。油管の太さは一定ではなく、さまざまである。

## 分布
世界に2種あり、日本と朝鮮半島に1種ずつある。

## 名前の由来
属名 Dystaenia は北川政夫(1937)による命名で、新属セリモドキ属を提唱し、セリモドキの種子の油管の特徴から、Dys + taenia による造語で、Dys : (imperfectly developed) + taenia : (vittae) のことで、「不完全に発育した油管の」を意味している。

## 種
- セリモドキ Dystaenia ibukiensis (Y.Yabe) Kitag.[4] - 日本固有種[1]。本州の滋賀県以北の日本海側に分布する[5]。本州南西部にはない。高さ30-90cmになる[2]。都道府県のレッドデータによると広島県や兵庫県にも分布が確認されている。
- タケシマシシウド Dystaenia takeshimana (Nakai) Kitag.[6] - 朝鮮半島の東にある鬱陵島に分布する[2]。なお、本種の記載発表には、本種は日本国外の鬱陵島の固有種と考えられていたが、島根県隠岐島の中ノ島での分布が確認された。生育地は、2012年に隠岐郡海士町指定天然記念物「タケシマシシウド群落」として指定されており[7]、島根県のレッドデータブックでは絶滅危惧I類(CR+EN)に選定されている[8]。セリモドキと比べ大型になり[2]、高さ150-200cm、複散形花序の径は20cmになる[8]。

## ギャラリー

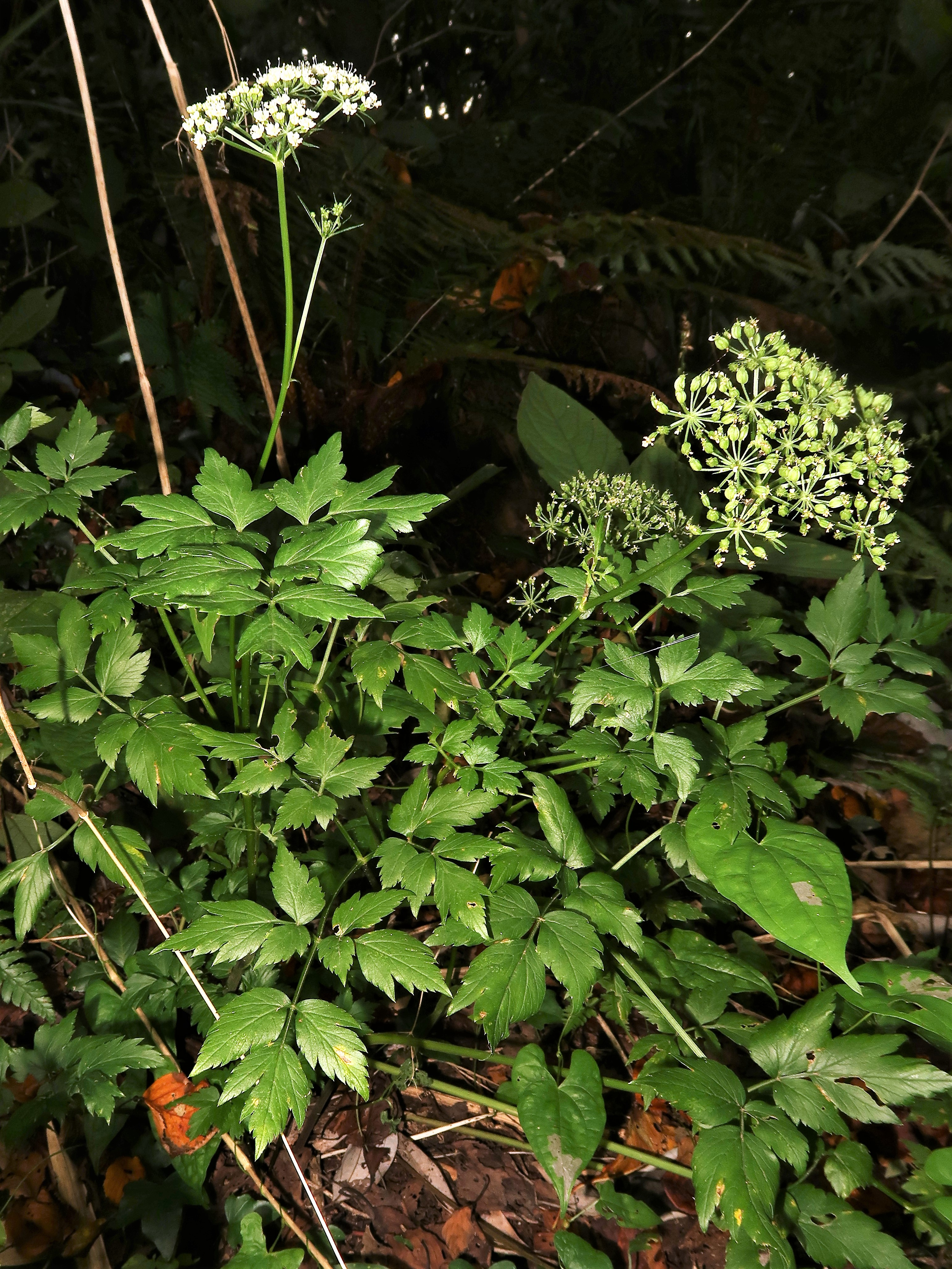
セリモドキ
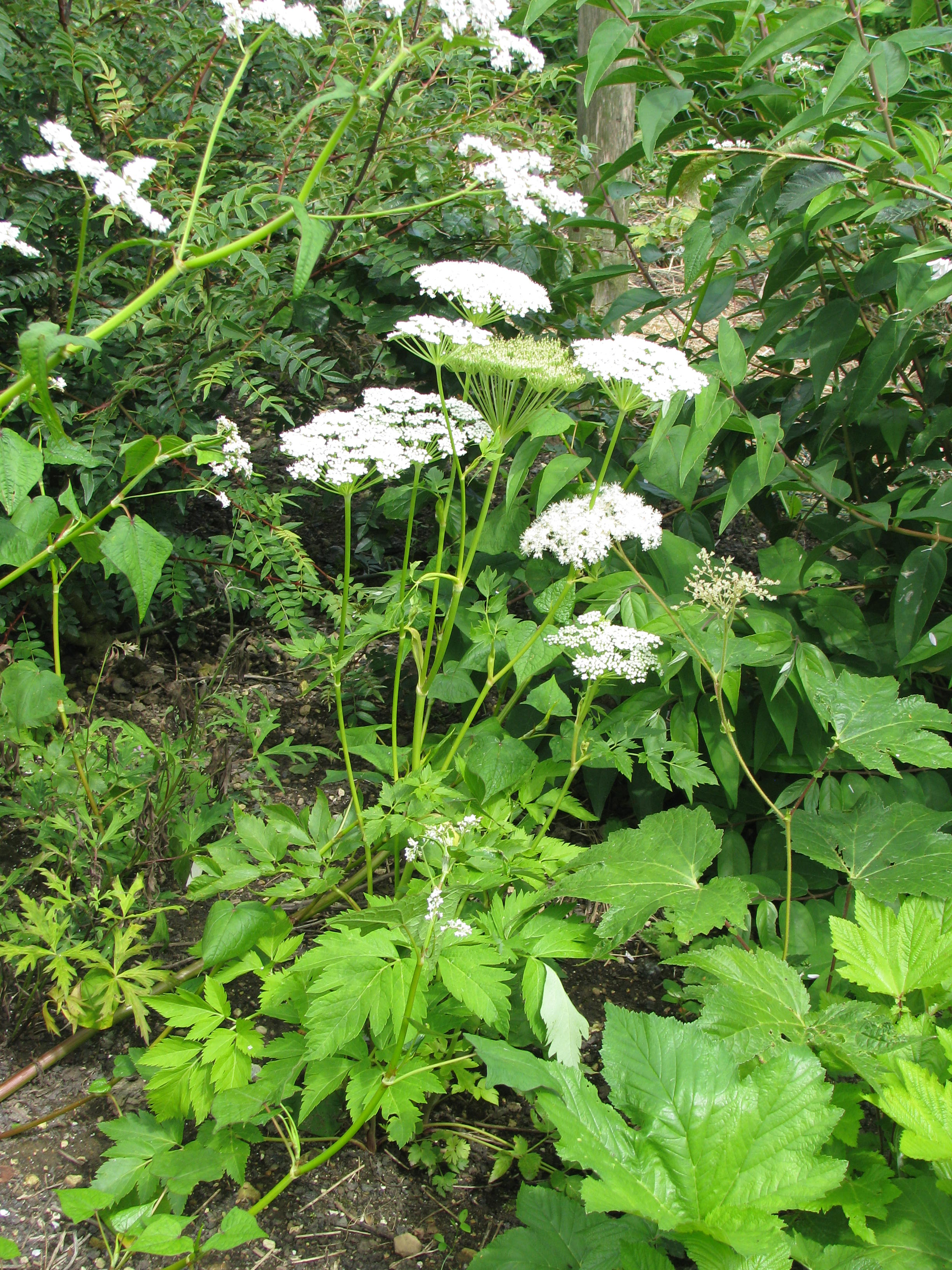
タケシマシシウド D. takeshimana